# Гловер, Луиза
Луиза Гловер (англ. Louise Glover; род. 8 февраля 1983 года, Сент-Хеленс, Англия) — британская фотомодель и фотограф.
В 2000 году Гловер стала финалисткой конкурса красоты Мисс Великобритания, а в 2002 году представляла свою страну на конкурсе Мисс Земля. Победительница конкурса Мисс Hawaiian Tropic Великобритания 2007 года. Снималась для множества британских журналов, таких как FHM, Bizarre, Maxim, Loaded, а также для таблоидов News of the World, The Sun и Daily Star. Стала первой британской моделью, названной «Модель года» Playboy Special Edition. За свою карьеру снялась для более чем 50 изданий журнала Playboy, а в марте 2007 года была названа «Киской месяца» британской версией журнала Penthouse.

## Ранние годы
Луиза Гловер родилась 8 февраля 1983 года в городке Сент-Хеленс, графство Мерсисайд, Англия. В детстве её родителей отправили в тюрьму по обвинению в торговле наркотиками, поэтому она частично жила с семьёй отца в Сент-Хеленс, частично с семьёй матери в Грейт-Ярмуте, а частично у приёмных родителей. Последнее, по её словам, привело к тому, что она стала очень запуганным, застенчивым и тихим ребёнком. Из-за частых переездов ей всё время приходилось ходить в разные школы. В возрасте 15 лет она покинула приёмный дом и начала жить самостоятельно.
Гловер начала карьеру модели в возрасте 9 лет. Во время похода за покупками с матерью её заметил фотограф и сравнил с молодой версией Лорейн Чейс из британского телевизионного шоу Emmerdale. Гловер понравилось фотографироваться и в будущем она решила стать профессиональной фотомоделью. В возрасте 14 лет она начала участвовать в конкурсах красоты и конкурсах моделей, в надежде, что её заметят и пригласят на работу. В 2000 году, в возрасте 17 лет, она стала региональным финалистом конкурса красоты Мисс Великобритания и в следующем году поехала в Лондон, чтобы принять участие в общенациональном финале. В то же время она изучала нетрадиционную медицину в колледже Сент-Хеленс.
В 2000 году она посетила Белиз в рамках международного проекта Raleigh International.
По её словам, десять недель в Белизе очень сильно повлияли на её мотивацию: «Это было лучшим, что я когда-либо делала на тот момент моей жизни». В возрасте 19 лет она представляла Великобританию на конкурсе красоты Мисс Земля, проходившем на Филиппинах. Вскоре после этого она получила большое количество различных предложений, связанных с модельным бизнесом.

## Карьера

### 2002—2005 годы. Работа в британских газетах и журналах
Гловер начала зарабатывать модельным бизнесом с 2002 года. Её фотографии топлес стали появляться в британских журналах для мужчин FHM, Bizarre, Maxim, Loaded, а также для таблоидов News of the World, The Sun и Daily Star. Она стала сниматься в телевизионных шоу и документальных фильмах, как Dream Team, National IQ Test и Blaggers. Кроме того она начала рекламировать одежду таких марок, как Ed Hardy, Sex Symbol и Austin Reed, а также сниматься в фотосессиях и давать интервью журналам Южной Америки, США, Канады, Испании, Швеции, Германии, России, Южной Африки и Австралии.
Достигнув успеха в карьере модели, Гловер продолжила поддерживать программу Raleigh International, собирая для неё деньги, а в 2004 году поехала в Малайзию на пять недель, чтобы помочь в строительстве пешеходного моста и обучать английскому языку местных жителей. Она также изучала местную культуру и историю, училась выживать в джунглях и ловить рыбу. Чтобы помочь Raleigh International собрать деньги, она совершила восхождение на наивысшую гору в Малайзии Кинабалу. Она также приняла участие в благотворительной акции, посвящённой сбору средств на исследование раковых заболеваний.
В августе 2005 года Гловер была приговорена магистратом Сент-Хеленс к 240 часам общественных работ за то, что получила в период с августа 2002 года по ноябрь 2004 года 14 831 фунтов стерлингов в качестве соцпомощи, хотя в то время она уже работала моделью. По её словам, это был хороший урок и ценный опыт для неё. Во время выполнения общественных работ в 2006 году она дважды подвергалась нападениям групп девушек, в одном из которых ей сломали нос, из-за чего она месяц не могла работать. После этого происшествия она начала заниматься кикбоксингом, чтобы научиться защищать себя.

### С 2005 года по наст. вр.Playboy,Penthouseи другие проекты

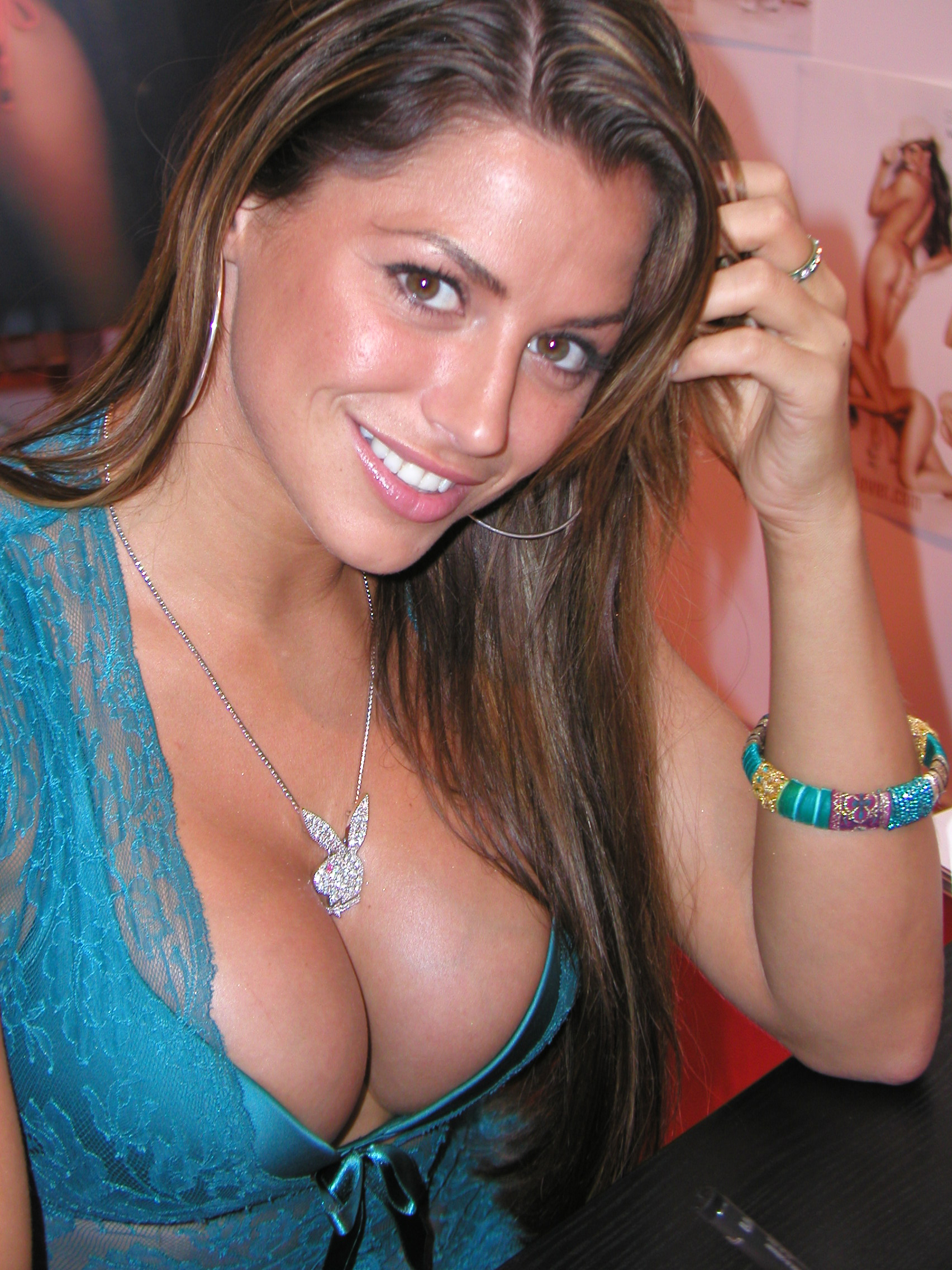
Луиза Гловер в 2006 году на Max Power Live

По словам Гловер, съёмки для журнала Playboy стали для неё самым важным достижением с тех пор, как она начала работать моделью. Во время фотосессии в Лос-Анджелесе она встретила Хью Хефнера, который предложил ей пробную фотосессию, и она посетила особняк Playboy. В январе 2006 года её фотография появилась на обложке журнала Playboy Vixens в специальном издании «100 самых сексуальных моделей Playboy» 2006, будучи названной Моделью года 2006 — таким образом, она стала первой британской моделью, получившей этот титул. После этого её фотографии появилась на обложке и внутри специального издания журнала Playboy Lingerie. Эту фотографию на обложке она считает одной из самых своих любимых.
В марте 2007 года британская версия журнала Penthouse назвала Луизу Гловер «Киской месяца», а её фотографии были опубликованы на обложке и 10 страницах журнала. В сентябре того же года её фотографии появились в американском издании Playboy и на обложке французского издания. Она продолжила участвовать в конкурсах красоты и после трёх попыток выиграла Мисс Hawaiian Tropic Великобритания 2007 после чего приняла участие в международном финале в Лас-Вегасе (штат Невада, США).
Кроме модельной карьеры, Гловер пыталась проявить себя в других областях, чтобы иметь запасные варианты, если её основная карьера не удастся. С 2004 года она поддерживает сайт как профессиональный фотограф. После начала работы с Playboy она также выражала интерес к созданию собственного модельного агентства в Великобритании и веб-сайта, посвящённого фитнесу. В 2006 году Гловер стала совладельцем онлайн магазина для взрослых по продаже нижнего белья Female Bliss, а также подписала контракт со шведской звукозаписывающей компанией. В 2007 году она провела переговоры с WWE, планируя начать карьеру в рестлинге и сообщила в Твиттере и на своём сайте, что будет участвовать в финальной части шоу Поиск Див WWE 2007. Однако вскоре Гловер убрала все записи, связанные с WWE, со своего веб-сайта. В том же году она снялась в клипе группы Scouting for Girls «She’s So Lovely». В 2008 году она снялась в шесть эпизодах шоу канала BBC Three Glamour Girls, посвящённого британской индустрии моды и красоты. Однако когда от её услуг отказались, она заявила, что «они использовали мой статус знаменитости», чтобы продвигать шоу, а потом «отказались от меня». «Они любят проталкивать блондинок, молодых девушек. Они выставили меня, сказав, что я старая, однако я даже не достигла своего пика». Гловер также принимала участие в шоу канала ITV2 Generation Xcess. В 2009 году она снялась в видео на дебютный сингл шведской группы Star Pilots «In the Heat of the Night». С ноября 2009 года работает на Nitelife TV.

## Личная жизнь
В 2004 году Луиза сделала первую операцию по увеличению груди, увеличив размер с 34А до 34С. На эту операцию её подтолкнули слова английского музыканта Ли Райана, который проведя с ней ночь сказал ей, что у неё слишком маленькая грудь. И уже через три месяца после этого случая она сделала себе операцию. Позже она перенесла ещё 15 операций, меняя размер груди как в сторону увеличения, так и уменьшая её. Из-за осложнений от имплантатов ей пришлось удалить грудную мышцу. В ноябре 2010 года, после восьмой операции кожа у неё на груди стала настолько тонкая, что она постоянно испытывала боли и даже могла видеть имплантат через отверстие в правой груди. В марте 2011 года, после ещё нескольких операций она подхватила инфекцию, из-за чего её пришлось реанимировать. В июле 2011 года она перенесла 16-ю операцию, остановившись на размере 34С, однако ей предстояла ещё операция по удалению шрамов, из-за чего она больше не могла позировать топлесс. Из-за неудачного опыта по увеличению груди, она стала советовать молодым девушкам не делать такую операцию, по крайней мере до того, как им исполнится 21 и они не будут полностью осознавать это решение.
Кроме романа с Ли Райаном, Луиза Гловер также встречалась с певцом Ашером и футболистом Рио Фердинандом. Кроме романов с мужчинами Гловер также встречалась с моделями Лиэнн Карр и Ребеккой Лус. В 2006 году, в возрасте 23 лет, Луиза Гловер вышла замуж за Бена Портера. Церемония бракосочетания проходила в Большом каньоне. Однако уже через три года, в сентябре 2009 года, пара развелась. После развода её часто видели в ночных клубах в компаниях как мужчин, так и женщин.
Хотя Гловер проживает в Лондоне, она часто ездит по миру отдыхать и на фотосессии. Любовь к путешествиям у неё появилась с тех дней, когда она работала в Малайзии и Белизе в рамках международного проекта Роли. Много времени она проводит в США, и, по её словам, она должна была родиться в Америке. Во время своих путешествиях она любит заниматься дайвингом и она хотела бы поплавать с аквалангом в семи морях. Она плавала с аквалангом в Красном море, получила сертификат на Мальте и прошла курсы дайвинга на Борнео.
В 2007 году она обвинила участника реалити-шоу «Большой Брат» Сезара Юртсевена в изнасиловании. Сезар был арестован, однако позже все обвинения с него были сняты из-за недостатка доказательств. В том же году она была арестована за то, что во время скандала с одной из посетительниц разбила стеклянную дверь в ночном клубе.
В декабре 2009 года Гловер была признана виновной в нападении на DJ Максин Хардкастл, дочь английского музыканта Пола Хардкастла, в клубе Oceana в Брайтоне. Приревновав своего мужа к Максин, Луиза напала на последнюю в туалете клуба. На суде, ввиду того, что она «не выказала ни малейших признаков раскаяния», а также из-за того, что в 2001 году она напала на констебля, а в 2005 году её уже обвиняли в нападении в клубе, Луиза Гловер была осуждена на 30-недельный срок условно. Кроме этого, Гловер была приговорена к 180 часам общественных работ и ей запретили приближаться к Хардкастл в течение ближайших 10 лет. Во время слушаний Луиза сказала, что теперь модельная карьера для неё закончена, так как из-за судимости она не сможет работать в США, а также некоторые рекламные спонсоры отказались работать с ней, включая журнал Playboy. В мае 2010 года Гловер вновь вернулась в здание суда по обвинению в том, что она не посещала общественные работы, назначенные ей судом.